# راي سميث (لاعب كريكت)
راي سميث (10 أغسطس 1914 في المملكة المتحدة - 21 فبراير 1996 في المملكة المتحدة) (بالإنجليزية: Ray Smith)‏ هو لاعب كريكت بريطاني (وحمل سابقاً جنسية المملكة المتحدة لبريطانيا العظمى وأيرلندا). لعب مع نادي مقاطعة ساسكس للكريكت ‏.

## وصلات خارجية
- راي سميث على موقع إي آس بي آن كريك إنفو (الإنجليزية)